# Rakvere (Landgemeinde)
Rakvere (dt. Wesenberg) ist eine Landgemeinde (vald) im estnischen Kreis Lääne-Viru mit einer Fläche von 127,69 km². Sie hat 5.876 Einwohner (Stand: 1. Januar 2025).

## Geografie
Die Gemeinde umgibt die gleichnamige Stadt Rakvere.

## Gliederung
Neben dem größten Ort Lepna umfasst die Gemeinde die Dörfer Arkna, Eesküla, Järni, Karitsa, Karivärava, Karunga, Kloodi, Kullaaru, Kõrgemäe, Lasila, Levala, Mädapea, Paatna, Päide, Taaravainu, Tobia, Tõrma, Tõrremäe und Veltsi.
Der Verwaltungssitz befindet sich in der Stadt Rakvere, die selbst nicht zur Gemeinde gehört.